# Rudolf Liska
Rudolf Liska (Zavar, 1949. november 17. –) szlovák nemzetközi labdarúgó-játékvezető.

## Pályafutása

### Nemzetközi játékvezetés
Pályafutása során több válogatott mérkőzést vezetett vagy partjelzőként, esetleg időmérő játékvezetőként működött közre. 
| Időpont             | Helyszín                         | Mérkőzés típusa                  | Mérkőzés                    | Eredmény | Nézők száma |
| ------------------- | -------------------------------- | -------------------------------- | --------------------------- | -------- | ----------- |
| 1988. szeptember 7. | Hristo Botev (Plovdiv, Bulgária) | Európa Liga 1988/1989 1. forduló | Trakia Plovdiv–Dinamo Minsk | 1 – 2    | 8000        |

| Időpont              | Helyszín                    | Mérkőzés típusa                      | Mérkőzés                | Eredmény | Nézők száma |
| -------------------- | --------------------------- | ------------------------------------ | ----------------------- | -------- | ----------- |
| 1989. szeptember 13. | Tivoli (Innsbruck, Austria) | Bajnokok Ligája 1989/1990 1. forduló | FC Tirol–Omonia Nikosia | 6 – 0    | 12 500      |